# Ellis (Kansas)
Pour les articles homonymes, voir Ellis.
Ellis est une ville américaine située dans le comté de d'Ellis, au Kansas. Selon le recensement de 2020, sa population est de 1 958 habitants.